# Tales from the Borderlands
Tales from the Borderlands är ett pågående episodiskt äventyrsspel baserat på spelserien Borderlands. Det släpptes under november 2014 till Android, iOS, Microsoft Windows, OS X, Playstation 3, Playstation 4, Xbox 360 och Xbox One. Spelet utvecklades av Telltale Games i samarbete med Gearbox Software och 2K Games, utvecklaren och utgivaren av Borderlands-serien respektive. Spelet följer det episodiska formatet som Telltale använt för sina titlar som The Walking Dead och The Wolf Among Us, där spelarens val och handlingar kommer att få betydande konsekvenser under senare episoder.

## Episoder
Spelet kommer att delas upp i fem episoder, som släpps under jämna mellanrum.
| Nr | Titel                       | Regisserad av     | Skriven av                                                 | Släppdatum       |
| --- | --------------------------- | ----------------- | ---------------------------------------------------------- | ---------------- |
| 1 | "Zer0 Sum"                  | Nick Herman       | Pierre Shorette, Adam Hines                                | 25 november 2014 |
| Efter att en affär går fruktansvärt fel måste en Hyperion-anställd vid namn Rhys skapa en ostadig allians med bedragaren Fiona för att spåra upp de pengar de båda tror är deras.             |                             |                   |                                                            |                  |
| 2 | "Atlas Mugged"              | Jonathan Stauder  | Pierre Shorette, Jeremy Breslau, Chuck Jordan, Eric Stirpe | 17 mars 2015     |
| Gruppen försöker att lära sig mer om Gortys Project medan de är på flykt från Hyperion, August och hänsynslösa prisjägare.                                                                    |                             |                   |                                                            |                  |
| 3 | "Catch a Ride"              | Ashley Ruhl       | Eric Stirpe, Pierre Shorette, Anthony Burch                | 23 juni 2015     |
| Rhys och Fiona står ansikte mot ansikte med den kriminella "queenpin", Vallory, medan de tar sig genom en djungeln i Atlas terraformanläggning i jakt på nästa ledtråd till att hitta valvet. |                             |                   |                                                            |                  |
| 4 | "Escape Plan Bravo"         | Martin Montgomery | Jeremy Breslau, Pierre Shorette, Anthony Burch             | 18 augusti 2015  |
| Rhys och Fiona tvingas av Vallory under vapenhot att resa till Helios och hämta nästa Gortys-uppgradering.                                                                                    |                             |                   |                                                            |                  |
| 5 | "The Vault of the Traveler" |                   |                                                            | TBA              |
| Dåtiden och nutiden kolliderar när Handsome Jack tar kontroll över Hyperion och identiteten som Stranger, och platsen för valvet blir slutligen avslöjad.                                     |                             |                   |                                                            |                  |

## Röstskådespelare
- Troy Baker - Rhys
- Laura Bailey - Fiona
- Chris Hardwick - Vaughn
- Patrick Warburton - Hugo Vasquez
- Erin Yvette - Sasha
- Sola Bamis - Yvette
- Nolan North - August
- Jason Topolski - Bossanova
- Roger L. Jackson - Stranger
- Dave Fennoy - Finch
- Adam Harrington - Kroger
- Susan Silo - Vallory
- Phil LaMarr - Cassius
- Ashley Johnson - Gortys
- Dameon Clarke - Handsome Jack
- Brina Palencia - Mad Moxxi
- Bruce DuBose - Marcus
- Brad Jackson - Shade
- Joel McDonald - Tector
- Michael Turner - Zer0
- Mikey Neumann - Scooter
- Catherine Moore - Janey Springs
- Lydia Mackay - Athena
- Marcus M. Mauldin - Brick
- Jason Liebrecht - Mordecai